# Calliandra involuta
Calliandra involuta là một loài thực vật có hoa trong họ Đậu. Loài này được Mackinder & G.P.Lewis miêu tả khoa học đầu tiên.